# 高柳美枝子
高柳 美枝子（たかやなぎ みえこ、3月10日-)は、テレビ宮崎 (UMK) の元アナウンサー。
ブルームバーグテレビジョン東京支局を経てテレビ宮崎(UMK)に入社。

## 経歴
- ブルームバーグテレビジョン
- テレビ宮崎

## 人物・エピソード
- 民放アナウンサーとしては珍しい政治経済分野の記者職出身だが、「テレビ宮崎に転職を希望した理由はJAGAJAGA天国のリポーターだった遠目塚文美の大ファンだったから」とブログで告白している。
- バーテンダー免許取得。
- テレビ宮崎退職後は、2012年公開の『ひまわりと子犬の7日間』のイベント司会者や、FM横浜のFCバルセロナ番記者を担当。その後クアラルンプールに移住した。

## 過去の担当番組
ブルームバーグテレビジョン時代
- ブルームバーグ オンザマーケット
- ブルームバーグ ボイス

テレビ宮崎時代
- UMKスーパーニュースメインキャスター
- うぃーく.COMメインキャスター
- JAGAJAGA天国(毎週土曜日　12:00〜12:55)隔週出演
- UMK情報ネット3きゅう
- ANNニュース